# Tived
Tived – wieś w gminie Laxå, w Szwecji. W 1847 wybudowano tu kościół.